# 12363 Marinmarais
12363 Marinmarais è un asteroide della fascia principale. Scoperto nel 1993, presenta un'orbita caratterizzata da un semiasse maggiore pari a 3,1686699 UA e da un'eccentricità di 0,1233128, inclinata di 2,61247° rispetto all'eclittica.